# Outlines
Outlines är Breachs debut-EP, utgiven på Burning Heart Records1994. Låtarna "Despise the Fact" och "Predict a Life" finns även med på samlingsskivan Cheap Shots Vol. 1.

## Låtlista[1]
Alla låtar är skrivna av Breach.
1. "Despise the Fact"
2. "Changing Times"
3. "Predict a Life"
4. "Air That We Breathe"
5. "Profits"
6. "Oulines"
7. "Thoughts to Rebuild"
8. "Potential Failure"

## Personal[1]
- Anders - gitarr
- Erik - gitarr
- Janne - trummor
- Kristian - bas
- Pelle Gunnerfeldt - producent, mixning
- Pierre Johansson - formgivning
- Tomas - sång